# السد (جازان)
قرية السد، وهي إحدى قرى منطقة جازان وهي قرية سكنية تابعة لبلدية محافظة أبو عريش جنوب غرب المملكة العربية السعودية، تبعد 10 كم باتجاه الشرق من مدينة أبو عريش.

## الموقع
تقع قرية السد في منطقة زراعية وسط محافظة جازان وهي قريبة جداً من سد وادي جازان وقد سميت نسبة إليه، تبعد عن مدينة أبو عريش التابعة لها حوالي 10 كيلومتر، وتبعد حوالي 55 كيلومترا بالاتجاه الشرقي من مدينة جازان، لها عند خط طول 42 درجة وخط العرض 17 درجة.

## انظر ايضاً
- القويعية
- البهاكله
- المصايدة

## وصلات خارجية
- بيانات المجلس البلدي من الأمانة العامة لشؤون المجالس البلدية.
- حصر الخدمات بالمدن والقرى بمنطقة جازان.
- دليل الخدمات بمنطقة جازان.
- مصلحة الإحصاءات العامة والمعلومات.